# 阿巴噶扎萨克郡王
阿巴噶左旗扎萨克多罗郡王为清朝内扎萨克蒙古阿巴噶左翼旗的世袭扎萨克多罗郡王。清顺治八年（1651年），都思噶尔被封为扎萨克多罗郡王，诏世袭罔替。乾隆二十年（1755年），晋封索诺木喇布坦为和硕亲王品级。後復為多羅郡王。該旗扎薩克於1946年廢除。

## 阿巴噶扎萨克郡王世系
别里古台（成吉思汗异母弟）——什吉——诺木欢博罗——蒙克特古思——恩克特古思——阿古噶勒札固——纳布沁博罗——豁鲁忽——纳玛纳克察——卓什木——塔必尔——蒙克——毛里孩——斡赤来——扎萨克图——巴延诺颜——巴雅斯瑚布尔古特诺颜——诺密特默克图、塔尔尼库同、诺木图、布颜图——素僧克伟徵（塔尔尼库同长子）、扬古岱卓哩克图（塔尔尼库同次子）——额尔德尼图扪（素僧克伟徵子）、多尔济（号额齐格诺颜，扬古岱卓哩克图子）——布达什里（额尔德尼图扪子）——都思噶尔
| 世代     | 名           | 年份           | 备注           |
| -------- | ------------ | -------------- | -------------- |
| 第一代   | 都思噶尔     | 1651年－1654年 |                |
| 第二代   | 沙克沙僧格   | 1654年－1687年 | 都思噶尔子     |
| 第三代   | 乌尔彰噶喇布 | 1687年－1714年 | 沙克沙僧格子   |
| 第四代   | 巴特玛衮楚克 | 1714年－1723年 | 乌尔彰噶喇布子 |
| 第五代   | 索诺木喇布坦 | 1723年－1766年 | 巴特玛衮楚克子 |
| 第六代   | 鼐布坦常忠   | 1766年－1784年 | 索诺木喇布坦子 |
| 第七代   | 衮布札布     | 1784年－1788年 | 鼐布坦常忠子   |
| 第八代   | 嘛尼巴达拉   | 1788年－1825年 | 衮布札布子     |
| 第九代   | 阿尔塔什迪   | 1825年－1862年 | 嘛尼巴达拉子   |
| 第十代   | 瓦津达喇     | 1862年－1881年 | 阿尔塔什迪子   |
| 第十一代 | 扬桑         | 1881年－1929年 | 瓦津达喇子     |
| 第十三代 | 布德巴拉     | 1929年－1946年 | 扬桑子         |